# Демократичен избор на Казахстан
Демократичен избор на Казахстан (или ДИК, на руски: Демократический выбор Казахстана, ДВК; на казахски: Қазақстанның демократиялық таңдауы) е обществено-политическо движение на Казахстан, създадено през 2001 г. от бившия министър и бизнесмен Мухтар Аблязов и председателя (акима) на Павлодарска област – Галимжан Жакиянов. Движението декларира своята цел „да обедини всички здрави сили в казахстанското общество за провеждане на радикални демократични реформи в Казахстан“.
През март 2018 г. Есилският районен съд в Астана обявява нерегистрираното движение Демократичен избор на Казахстан за екстремистка организация и забранява дейността ѝ в страната.
Председателят на движението е определян за лидер на опозицията в Казахстан, по повод протестите в началото на 2022 г. Мухтар Аблязов заявява, че западът трябва да откъсне Казахстан от орбитата на Москва или руският президент Владимир Путин ще въвлече централноазиатската държава в „структура като Съветския съюз“.